# 4790 Петрправец
4790 Петрправец (4790 Petrpravec) — астероїд головного поясу, відкритий 9 серпня 1988 року.
Тіссеранів параметр щодо Юпітера — 3,363.